# Crec’h Quillé
Die Allée couverte von Crec'h Quillé (auch Crec'h Quillié) ist eine Megalithanlage vier Kilometer nördlich von Lannion, bei Saint-Quay-Perros an den Côte de Granit Rose im Département Côtes-d’Armor in der Nordbretagne in Frankreich. Der älteste Teil des spätneolithischen Galeriegrabes (französisch La sépulture mégalithique à entrée latérale) datiert etwa von 2500 v. Chr. Sie hat einen für bretonische Anlagen seltenen lateralen Zugang, der für die weitaus älteren Ganggräber der nordischen Trichterbecherkultur (TBK) typisch ist.
Die Anlage wurde im Jahre 1955 von einem Lehrer entdeckt und zwischen 1963 und 1964 von J. L’Helgouach ausgegraben und restauriert. Zu den Funden gehören Werkzeuge aus Feuerstein, Schalen, Vasen, und Anhänger aus Schiefer. Ursprünglich lag die Anlage in einem von Randsteinen gefassten Hügel, mit einer Breite von acht Metern und einer Länge von etwa 28,0 m, dessen östliches Ende jedoch nicht erhalten ist. Die Art der Konstruktion ist typisch für den Übergang vom Spätneolithikum zur Bronzezeit.
Die 17,0 m lange Kammer liegt im östlichen Teil des Hügels. Sie ist ost-west orientiert und hat einen kurzen, nach Süden gerichteten stark dezentriert gelegenen Zugang. Der kurze rechte Kammerteil ist niedriger als die lange linke Seite. Erhalten sind zwei Decksteine, 24 Tragsteine der Kammer in situ und fünf Gangsteine. Etwa 24 Steine der Hügeleinfassung befinden sich (vor allem im Westen) in situ. Hinzu kommen etliche umgestürzte oder verlagerte Steine. Drei Steine stehen merkwürdigerweise quer zur Randsteinlinie. Auf einem Stein dem Zugang gegenüber, befindet sich eine Ritzung, die zwei Brüste und die Halskette einer Muttergöttin darstellt. Dieses Motiv ist findet sich auch in den Anlagen von Kerguntuil bei Trégastel, La Maison des Feins, Prajou-Menhir bei Trébeurden und Mougau-Bihan bei Commana. Neben Kerguntuil ragen die Anlagen von Prajou-Menhir, Mougau-Bihan, die La Maison des Feins von Tressé, im Département Ille-et-Vilaine und die Allée couverte de la Bellée bei Boury-en-Vexin im Département Oise durch ihre Petroglyphen heraus. 1989 erwarb die Stadt Saint-Quay-Perros die Parzelle mit dem Pinienwald.
Die Funde bestanden aus zwei drei Anhängern aus schwarzem Schiefer, geschliffene Äxten, zwei Feuersteinklingen, einem Schaber und Scherben von acht rundenbodigen Vasen und vier Vasen mit flachem Boden.